# Стівен Кемпбелл Мур
Стівен Кемпбелл Мур (англ. Stephen Campbell Moore, при народженні Стівен Мур Торп, 30 листопада 1979) — британський актор. Він найбільш відомий своїми ролями у п'єсі Алана Беннетта «Хлопчики історії» та фільмі за нею. З 2019 року він знімається в науково-фантастичному телесеріалі «Війна світів».

## Кар'єра
Стівен Кемпбелл Мур народився в Лондоні. Він здобув освіту в Беркемстедській школі в Хартфордширі і навчався в Гілдхолській школі музики та драми разом з Орландо Блумом, де він отримав золоту медаль на останньому курсі навчання. На екрані він дебютував у фільмі Стівена Фрая «Яскраві молоді речі». Він перш за все кіноактор. На сцені він виступав з RSC і Королівським національним театром.
Кемпбелл Мур виконав роль Ірвіна в оригінальній постановці Вест-Енду за п'єсою Алана Беннетта The History Boys, а також грав персонажа в бродвейських, сіднейських, веллінгтонських і гонконгських постановках, а також у кіноверсії п'єси.
У 2004 році він зіграв роль лорда Дарлінґтона разом зі Скарлетт Йоханссон у фільмі «Хороша жінка», заснованому на «Віялі леді Віндермір» Оскара Вайлда, знятому в Італії. Того ж року Кемпбелл Мур зіграв роль Г’ю Стенбері в екранізації роману Ентоні Троллопа «Він знав, що мав рацію».
У 2005 році він зіграв роль Едварда VIII разом із Джоелі Річардсон у ролі Волліс Сімпсон у британській теледрамі Волліс та Едвард. У 2008 році він з'явився в одному епізоді телесеріалу На світанку — в Кендлфорд в ролі директора Джеймса Делафілда разом із зіркою Джулією Савалхою, а також регулярно грав у серіалі BBC Прах до праху. Він працював над міні-серіалом ABC «Бен-Гур» у 2009 році та знявся у фільмі «Сезон відьом» у 2011 році.
Кемпбелл Мур зіграв роль віконта Г'ю Трімінгема в екранізації роману Л. П. Хартлі «Посередник» Бі-бі-сі 2015 року.
Того ж року він зіграв роль Моріса Вілкінса у п’єсі Анни Зіґлер «Фотографія 51», де Майкл Біллінґтон написав: «П’єса — це що завгодно, але не вистава для однієї особи. Стівен Кемпбелл Мур чудово вловлює впертість і незграбність Моріса Вілкінса, який вічно смикає його за трохи задовгі рукави».
У 2017 році він залишився в акторському складі серіалу BBC Останній пост, хоча незадовго до початку зйомок дізнався, що йому потрібна операція.
У серпні 2018 року було оголошено, що Мур буде серед нових акторів, які приєднаються до оригінальних акторів у повнометражному фільмі «Абатство Даунтон», основні зйомки якого почалися приблизно в той же час.

## Особисте життя
У 2012 і 2017 роках він переніс операції з видалення пухлин головного мозку.
Кемпбелл Мур одружився з актрисою Клер Фой у 2014 році. Вони познайомилися під час спільної роботи над фільмом «Сезон відьом». У них є спільна дочка Айві Роуз, яка народилася в 2015 році. У лютому 2018 року Фой підтвердила, що пара розлучилася.
У 2017 році він познайомився з актрисою Софі Куксон на зйомках «Червона Джоан»; повідомляється, що вони почали зустрічатися в листопаді 2018 року. У них одна спільна дитина, 2020 року народження.

## Фільмографія

### Театр
| рік        | Назва            | Роль          | Місце проведення |
| ---------- | ---------------- | ------------- | --- |
| 2004–06 рр | Хлопчики історії | Ірвін         | Театр Літтелтона, Королівський національний театр (2004–5) Lyric Theatre, Академія виконавських мистецтв Гонконгу (2006) Театр Св. Джеймса, Веллінгтон (2006) Сіднейська театральна компанія, Сідней (2006) Бродгерстський театр, Бродвей (2006) |
| 2010 рік   | Усі мої сини     | Кріс Келлер   | Театр Аполло, Вест-Енд, Лондон |
| 2011 рік   | Парк Клайборн    |               | Театр Віндхема, Вест-Енд, Лондон |
| 2012 рік   | Береніс          |               | Склад Донмар, Вест-Енд, Лондон |
| 2013 рік   | Химерика         | Джо Скофілд   | Театр Алмейда, Лондон |
| 2015 рік   | Фото 51          | Моріс Вілкінс | Театр Ноеля Коварда, Лондон |

### Фільми
| рік      | Назва                     | Роль              | Примітки             |
| -------- | ------------------------- | ----------------- | -------------------- |
| 2003 рік | Яскраві молоді речі       | Адам Фенвік-Саймс |                      |
| 2004 рік | Хороша жінка              | Лорд Дарлінґтон   |                      |
| 2006 рік | Нормально для Норфолка    | людина            | Короткий (10 хвилин) |
| 2006 рік | Велика благодать          | Джеймс Стівен     |                      |
| 2006 рік | Хлопчики історії          | Ірвін             |                      |
| 2008 рік | Робота в банку            | Кевін Свейн       |                      |
| 2008 рік | Бурлескні казки           | Пітер Блайт-Сміт  |                      |
| 2008 рік | Офіційний відбір          | Волт              | Короткий (10 хвилин) |
| 2008 рік | Діти                      | Йона              |                      |
| 2011 рік | Сезон відьом              | Дебельзак         |                      |
| 2011 рік | Джонні Інгліш Відроджений | Прем'єр-міністр   |                      |
| 2015 рік | Крадене побачення         | Ед                |                      |
| 2015 рік | Дама у фургоні            | лікар             |                      |
| 2015 рік | Ті, що внизу              | Джастін           |                      |
| 2015 рік | Спалені                   | Джек              |                      |
| 2017 рік | Прощавай, Крістофер Робін | Ернест Шепард     |                      |
| 2018 рік | Червона Джоан             | Макс              |                      |
| 2019 рік | Абатство Даунтон          | Майор Четвод      |                      |
| TBA      | Останній сеанс Фрейда     |                   | Зйомки               |

### Телебачення
| Year | Title                                             | Role                           | Network            | Notes                                         |
| ---- | ------------------------------------------------- | ------------------------------ | ------------------ | --------------------------------------------- |
| 2003 | Байрон                                            | Джон Кем Гобхауз               | BBC Two            | Двосерійна драма                              |
| 2004 | Він знав, що мав рацію                            | Г’ю Стенбері                   | BBC One            | Мінісеріал                                    |
| 2005 | Волліс та Едвард                                  | Едвард VIII                    |                    |                                               |
| 2006 | Віртуози                                          | Квентон Корнфут                | BBC One            | Сезон 3, епізод 3 "Вузли, які нас пов’язують" |
| 2007 | Грубі переправи                                   | Джон Кларксон                  |                    |                                               |
| 2008 | Морський вовк                                     | Гемфрі Ван Вейден              |                    | Мінісеріал                                    |
| 2008 | На світанку — в Кендлфорд                         | Джеймс Делафілд                | BBC One            | Сезон 1, епізод 8                             |
| 2008 | Прах до праху                                     | Еван Вайт                      | BBC One            | Сезон 1                                       |
| 2009 | Коротке перебування в Швейцарії                   | Едвард                         | BBC One            | Телефільм                                     |
| 2010 | Бен-Гур                                           | Мессала                        | CBC                |                                               |
| 2010 | Пульс                                             | Нік                            | BBC Three          |                                               |
| 2011 | Просто Генрі                                      | Джозеф Додж                    | ITV                | Телефільм                                     |
| 2012 | Титанік                                           | Томас Ендрюс                   | ITV                | Мінісеріал                                    |
| 2012 | Церемонія відкриття літніх Олімпійських ігор 2012 | Сцена «Вогняні колісниці»      | BBC One            | Телевізійна подія                             |
| 2012 | У пастці                                          | Стівен Тернер                  | BBC One            | Мінісеріал                                    |
| 2013 | Співучасник                                       | Тоні Ковені                    | Channel 4          | Телефільм                                     |
| 2013 | Не ті хлопці                                      | Смок                           | BBC Two            | Сезон 1                                       |
| 2013 | Слова Евересту                                    | Джордж Меллорі                 | BBC                |                                               |
| 2014 | Наш зоопарк                                       | Преподобний Аарон Вебб         | BBC One            |                                               |
| 2015 | Посередник                                        | Віконт Г'ю Трімінгем           | BBC One            | Телефільм                                     |
| 2016 | Олень                                             | Джоннерс                       | BBC Two            |                                               |
| 2017 | Дитина у часі                                     | Чарльз                         | BBC One            | Телефільм                                     |
| 2017 | Останній пост                                     | лейтенант Ед Лейтвейт          | BBC One            | Телесеріал                                    |
| 2019 | Зрадники                                          | Філіп Джарвіс                  | Channel 4/Netflix  | Телесеріал                                    |
| 2019 | Війна світів                                      | Джонатан Ґрешам                | Fox Networks Group | Телесеріал                                    |
| 2021 | Один                                              | Деміен Браун                   | Netflix            | Телесеріал                                    |
| 2022 | Сповідь Френні Ленґтон                            | Джордж Бенем                   | ITVX               | Телесеріал                                    |
| 2023 | Володарі повітря                                  | Майор Марвін «Червоний» Бовмен | Apple TV+          | Мінісеріал                                    |